# Natiq Hashim
Natiq Hashim Abdul Awne (arab. ‏ناطق هاشم عبدالعوني‎; ur. 15 stycznia 1960 w Bagdadzie, zm. 26 września 2004 w Maskacie) – iracki piłkarz, reprezentant kraju.

## Kariera piłkarska
Karierę piłkarską rozpoczął w 1978 w Baghdad FC. W 1982 został piłkarzem Al-Jaish FC. Od 1984 do 1986 występował w Al-Karkh SC. W 1986 został zawodnikiem Al-Quwa Al-Jawiya, w którym występował aż do 1995 (z przerwą w sezonie 1991/92 na grę w Al-Khutoot). W 1995 zakończył karierę piłkarską.

## Kariera reprezentacyjna
Po raz pierwszy w reprezentacji wystąpił w 1981. Uczestnik Igrzysk Olimpijskich 1984 i Igrzysk Olimpijskich 1988. W 1986 został powołany przez trenera Evaristo de Macedo na Mistrzostwa Świata 1986, gdzie reprezentacja Iraku odpadła w fazie grupowej. Po raz ostatni w kadrze zagrał w 1992, dla której wystąpił w 90 spotkaniach.